# Dennis Gentenaar
Dennis Gentenaar (Nimega, 30 settembre 1975) è un ex calciatore olandese, di ruolo portiere.